# Juan Gonzalo Rose
Juan Gonzalo Rose Gros (Lima, 10 de enero de 1927-ibidem, 12 de abril de 1983) fue un poeta, dramaturgo, compositor y periodista peruano. Vivió su niñez y adolescencia en Tacna, por lo que solía decir que era tacneño. Es considerado uno de los máximos exponentes de la generación del 50. En su obra poética está presente tanto el tema social como el amoroso. Como compositor fue autor de las letras de populares valses criollos como «Felipe de los pobres», «Pescador de luz», «Si un rosal se muere» y «Tu voz», que fueron interpretados por diversos cantantes, entre ellos Tania Libertad y Lucha Reyes. Como periodista colaboró en la revista Caretas.

## Biografía
Nació en Barrios Altos, Lima, el 10 de enero de 1927. A muy temprana edad fue llevado a Tacna por sus padres, que se habían ofrecido como voluntarios para educar a los niños tacneños, en vísperas del ansiado retorno de la ciudad a la patria peruana, luego de estar casi cincuenta años en poder de Chile.
Cursó su educación primaria en la escuela fiscal de Tacna. En 1940 empezó su educación secundaria en el Colegio Nacional Francisco Bolognesi, pero en 1942 fue expulsado por defender a un compañero del abuso de uno de los inspectores de disciplina.
Se trasladó a Lima, donde continuó sus estudios secundarios en el Colegio Claretiano (1943) y en el Colegio Nacional José María Eguren (1944).
En 1945 ingresó a la Facultad de Letras de la Universidad Nacional Mayor de San Marcos. Empezó su militancia política en el aprismo, pero se alejó de este partido al constatar que sus colegas rechazaban a los delegados puertorriqueños que habían llegado al Perú en busca de apoyo para su independencia. La dirigencia aprista acusaba a estos independentistas de comunistas. Rose decidió entonces ingresar a la Juventud Comunista.
Por su oposición a la dictadura de Manuel A. Odría, en 1950 fue desterrado a México, donde colaboró en Humanismo y otras publicaciones literarias. Retornó al Perú en noviembre de 1956, beneficiado por una amnistía facilitada por el cambio de gobierno. Se dedicó entonces al periodismo.
De espíritu inquieto, recorrió varios países de América y Europa entre 1963 y 1965, impulsado por su interés de observar las realidades humanas y culturales. De vuelta al Perú, se consagró a la promoción publicitaria y a componer letras de canciones, que ganaron varios concursos nacionales y se convirtieron en temas populares a través de la voz de reconocidos intérpretes.
En sus últimos años, pasó por fuertes depresiones anímicas y se entregó a la bebida y a la vida desenfrenada. El alcoholismo le provocó una cirrosis que a su vez le acarreó una bronconeumonía, que fue finalmente la causa de su fallecimiento, en 1983.

## Obras publicadas

### Poesía
Publicó los poemarios siguientes:
- La luz armada (México, 1954), con prólogo de León Felipe. Es un breve cuaderno conformado por nueve poemas.
- Cantos desde lejos (México, 1957), que mereció el Premio Nacional de Poesía correspondiente a 1958. Son poesías de contenido social revolucionario, escritas durante su destierro en México.
- Simple canción (México, 1960; reeditado en 1972), plaqueta con trece poemas, considerado como lo mejor de su lírica amorosa.
- Las comarcas (Lima, 1964), libro de prosas poéticas en el que va descubriendo puertos, islas, ciudades, paisajes, gentes y costumbres de América.
- Hallazgos y extravíos (1968), antología personal.
- Informe al Rey y otros libros secretos  (México, 1969). Reúne una serie de poemarios titulados «Discurso del huraño» (1963), «Los bárbaros» (1964), «Abel entre los infieles» (1965), «Panfleto de la soledad» (1966) e «Informe al rey» (1967).
- Peldaños sin escalera (1974), miscelánea compuesta por poemas escritos en diversas épocas y que nunca fueron reunidos en libro.
- Obra poética (1974, edición del INC, reeditado en el 2008), antología personal donde añade el conjunto Cuarentena.
- Camino real (1980).

En 1990 la Editorial Colmillo Blanco publicó una recopilación de su Poesía, que no incluye Las comarcas, pero añade Peldaños sin escalera y Canciones.

### Teatro
- Operación maravillosa (1961)
- Carnet de identidad
- Un momento con Javier.

### Letras de canciones
Ya en su etapa de madurez se dedicó a componer letras de valses criollos, entre los que mencionamos: «Felipe de los Pobres», «Pescador de Luz», «Si un rosal se muere» con música de Víctor Merino y «Tu Voz», inmortalizados por cantantes como Manuel Acosta Ojeda, Tania Libertad y Lucha Reyes. De esa manera acercó la poesía al pueblo.
Fue en 1971, cuando conoció al compositor y pianista peruano Víctor Merino, de gran trayectoria musical, a quien mostró algunos de sus poemas. Merino los musicalizó magistralmente e incluso, se presentaron a concursos y ganaron varios festivales como el Festival de Trujillo con el tema «Pescador de Luz»; el Festival de la Canción peruana con «La esquina»; y el Festival internacional de la Amazonía con el tema «Un anzuelo junto al río». Posteriormente, grabaron un disco titulado «El mismo puerto», con poemas musicalizados íntegramente por Víctor Merino y cantado por Tania Libertad; también hicieron un vídeo del mismo, que Mario Vargas Llosa lo presentó como primicia para la televisión en su programa televisivo La torre de Babel. Y con Mario Campos, cantante y periodista, hicieron una serie de conciertos y recitales en importantes universidades y salas de Lima.

## Crítica
En líneas generales se puede afirmar que la poesía de Rose es expresionista y de profundas raíces sentimentales. Contrastando con sus compañeros de generación, Rose partió de una poesía social y revolucionaria «hacia un creciente interés por la perfección de la forma y el reencuentro de un temple austero, un aura de ironía y humor muy personales», como anota Alberto Escobar. Su lenguaje es sobrio, melancólico y cargado de ternura.

Se dio a conocer como uno de los mejores cultores peruanos de la llamada poesía social, al lado de Alejandro Romualdo. Es la etapa de sus primeros poemarios, La luz armada (1954) y, sobre todo, Canto desde lejos (1957), en los que el magisterio de César Vallejo, León Felipe y Miguel Hernández resulta reelaborado por la sensibilidad sensual, melancólica y entrañable de Rose, sorteando los riesgos de la imitación servil.
Ricardo González Vigil

Rose es un poeta tradicional en el sentido que usa recursos que la poesía ha usado siempre, pero tiene una sensibilidad exquisita que se oculta, que tiene un poco de pudor de mostrarse. Se oculta para no ser herida. Es un poeta transido de amor. En el mejor sentido es un poeta romántico transparente, es un poeta para gente triste. Rose no es un renovador de la poesía no es una persona que esté experimentando en la poesía. Pero no todos los poetas son experimentales, no es el mejor poeta el que experimenta más. Es mejor poeta creo yo, el que logra más.
Marco Martos

Fue un excelente poeta de fino lirismo y de cristalina voz que supo del desgarramiento, que atrajo además por esa pureza intimista impregnando su poesía de sentimientos aurorales —humano y conmovedor— que se despojó a la pura esencia lírica. Dentro del desarrollo de la poesía de la generación del 50, su actitud señera hacia la poetización social, lo indujo a ser un digno representante.
César Toro Montalvo